# Bandiagara
Bandiagara è un comune urbano del Mali, capoluogo del circondario omonimo, nella regione di Mopti. Si tratta del principale centro dell'area dogon, nonché l'antica capitale dell'Impero Toucouleur. La zona di Bandiagara è celebre per la sua rilevanza etnologica (nella città coesistono diverse etnie tra cui i Fulani, i Dogon, i Bambara e i Malinké), archeologica e orografica, in particolare per la Falesia di Bandiagara.

## Geografia fisica

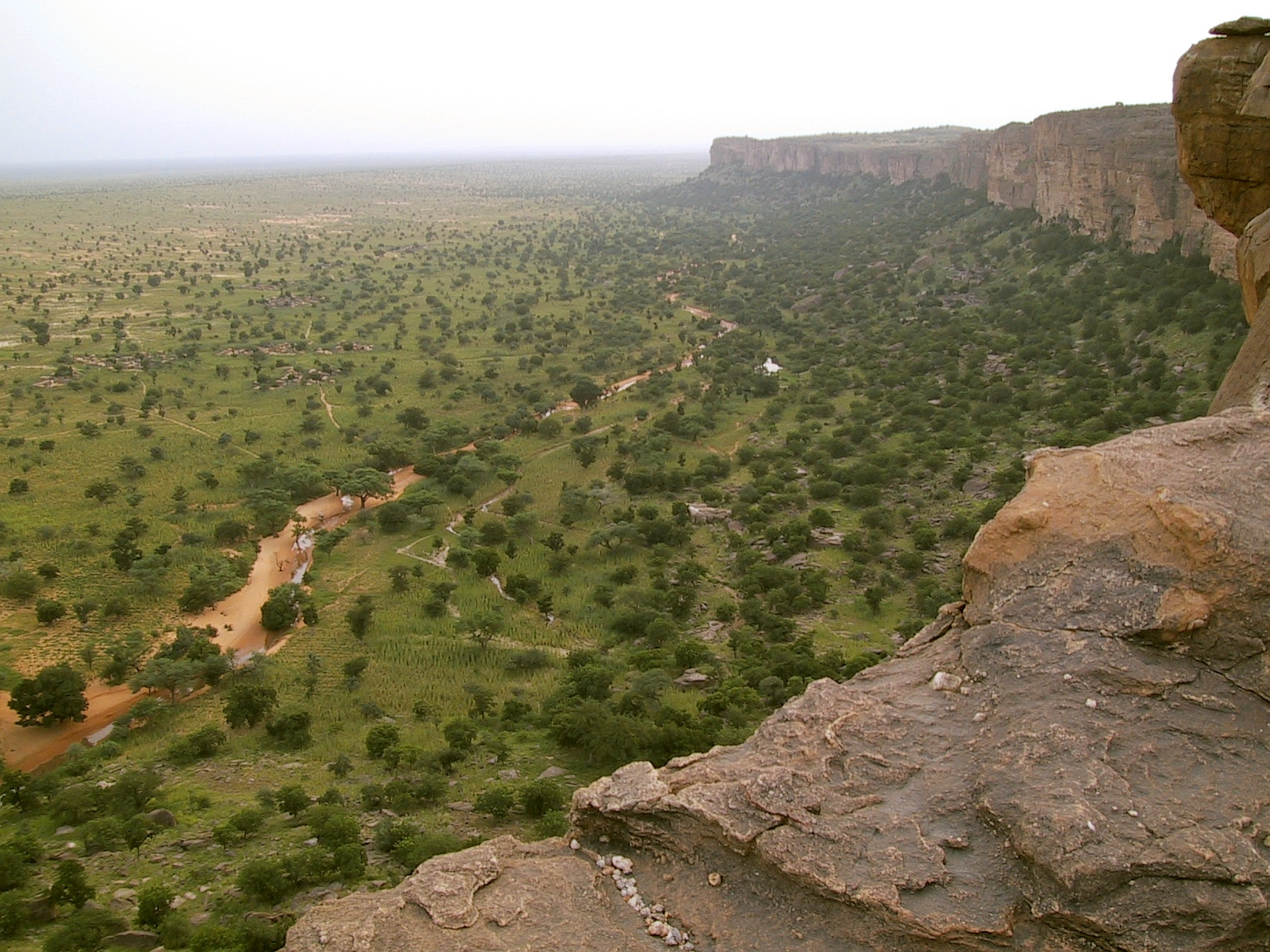
La piana di Bandiagara vista dalla falesia

La città è situata a sud del fiume Niger e si trova 63 chilometri a est dello snodo di Sévaré, da cui partono le strade per le città di Mopti, Gao, Timbuctu e la capitale del Mali Bamako, nonché la direttrice del sud verso il Burkina Faso.

## Toponimo
Il nome Bandiagara deriverebbe dalla corruzione dell'espressione «bagna gara», ovvero «grande tazza», in riferimento forse alla prosperità della città all'epoca della sua fondazione, per cui al prezzo di poche conchiglie di madreperla (all'epoca moneta corrente) si poteva ottenere l'equivalente di una grande tazza di cibo.

## Storia

### La fondazione

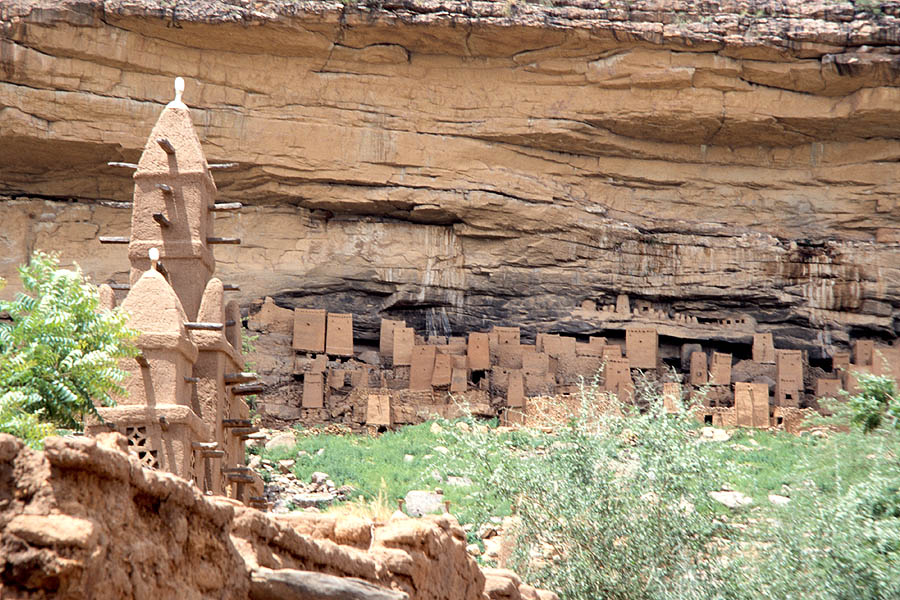
La falesia di Bandiagara

La data di fondazione delle città di Bandiagara si colloca intorno al 1770, ad opera del cacciatore dogon Nangabanou Yorobougue Tembely del villaggio di Gandakiléma. Secondo la storia semileggendaria sarebbe partito dalla sua terra natale alla ricerca della sorella Sabery, scomparsa alcuni anni prima. Su consiglio dell'anziano Amagolou Kougoudiou Ouologuemabery giunge nei pressi di Sokolo Pey, dove trova un ambiente ospitale e decide di fondare un villaggio. Attualmente Tembely e Ouologuemabery sono i nomi delle famiglie più rappresentative di Bandiagara.

### Bandiagara capitale

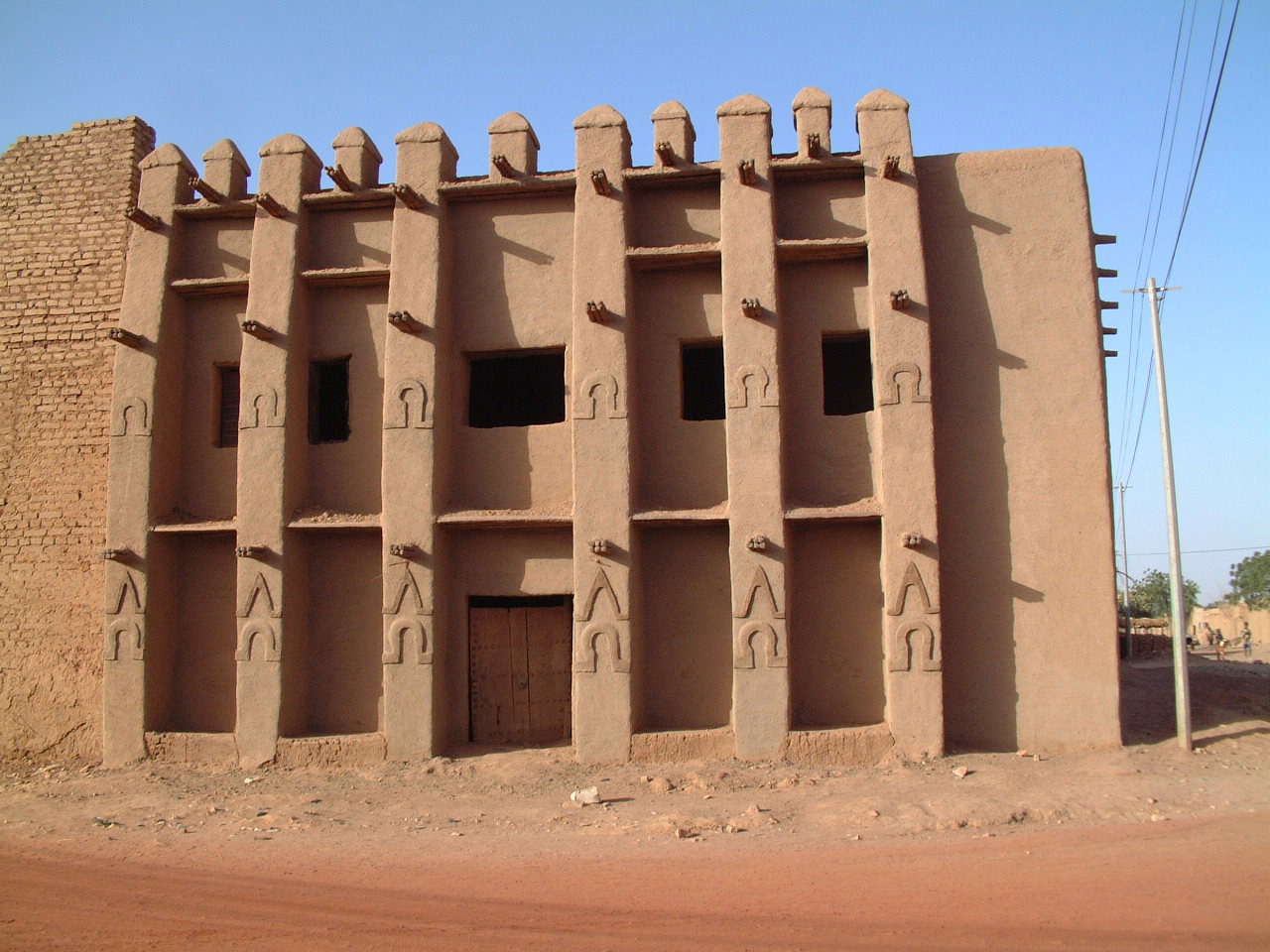
Bandiagara, il palazzo dei Toucouleur

Nel febbraio del 1864, alla morte di El Hadj Umar Tall a Déguembéré (a 19 chilometri da Bandiagara), suo nipote Tidiani Tall prende la successione a capo dell'Impero Toucouleur su cui regnerà fino alla propria morte nel 1887. In seguito all'appoggio da parte delle famiglie fondatrici di Bandiagara, i Tembely e i Ouologuemabery, trasferisce in un primo momento la capitale a Dé, nella piana di Bandiagara. Successivamente prende la decisione di spostare nuovamente la capitale a Bandiagara, che diventa la roccaforte nella lotta che lo contrappone al regno dei Fulani. I suoi successori Tapsirou (1887-1888) e Mounirou (1888-1891), figli di El Hadj Umar Tall, godono di un periodo di pace in cui la città raggiunge il massimo splendore diventando centro culturale e di scambio di primo piano nella regione.

### La conquista francese
Intorno al 1890 i francesi iniziano ad intraprendere il processo di colonizzazione dell'odierno Mali e trovano come primo avversario il re di Ségou, Amadou, figlio maggiore di El Hadj Umar Tall e fratello dell'imperatore Mounirou. Pur combattendo strenuamente contro gli invasori francesi, comandati dal colonnello Louis Archinard, viene cacciato da Ségou nel 1890 e ripiega a Nioro, dove è nuovamente sconfitto nel 1891. Lo stesso anno giunge a Bandiagara, dove il fratello abdica in suo favore. Tuttavia gli scontri divampano in tutto il paese e la superiorità francese è evidente, tanto che la stessa famiglia imperiale è costretta alla fuga, e lo stesso Amadou morirà in esilio nel 1898. Il 12 marzo 1893 l'armata coloniale entra nella città deserta, e il 29 aprile sconfigge le ultime sacche di resistenza mettendo definitivamente fine all'Impero Toucouleur.

## Amministrazione
A seguito della decentralizzazione, a Bandiagara (capoluogo del circondario) si trovano le seguenti autorità:
- il prefetto, che rappresenta l'autorità dello stato;
- il sindaco e il consiglio comunale, in rappresentanza del popolo;
- il consiglio dei capi di quartiere, che rappresenta l'autorità amministrativa locale;
- il consiglio di circolo, struttura di origine recente con lo scopo principale di gestione e controllo del dispensario medico.

### Gemellaggi
Dal 1995 il circondario di Bandiagara è gemellato con la città di Rennes, in Francia, e dal 2007 è sede della Maison de Rennes.